# Nannobotys
Nannobotys és un gènere monotípic d'arnes de la família Crambidae. Conté només una espècie, Nannobotys commortalis, que es troba a Amèrica del Nord, on s'ha registrat des de l'est de Washington fins a Califòrnia i Nevada.
L'envergadura és d'uns 11-12 mm. Les ales anteriors són de color marró, travessades per dues línies diferents.